# Bulgarischer Fußballpokal 2008/09
Der Bulgarischer Fußballpokal 2008/09 war die 69. Austragung des Pokalwettbewerbs im Fußball in Bulgarien. Pokalsieger wurde Titelverteidiger Litex Lowetsch. Das Team setzte sich im Finale gegen Pirin Blagoewgrad durch. Durch den Sieg qualifizierte sich Litex für die Play-offs der UEFA Europa League 2009/10.

## Modus
In allen Runden wurden die Begegnungen in einem Spiel entschieden. Bei unentschiedenem Ausgang gab es eine Verlängerung von zweimal 15 Minuten und gegebenenfalls ein Elfmeterschießen.

## Teilnehmer
| A Grupa (16) | B Grupa (31) | B Grupa (31) | W Grupa (4) |
| --- | --- | --- | --- |
| - Belasiza Petritsch - Botew Plowdiw - Lewski Sofia - Litex Lowetsch - Lokomotive Mesdra - Lokomotive Plowdiw - Lokomotive Sofia - Minjor Pernik - Pirin 1922 Blagoewgrad - Slawia Sofia - OFK Sliwen 2000 - Spartak Warna - Tscherno More Warna - FC Tschernomorez Burgas - Wichren Sandanski - ZSKA Sofia | 000Gruppe West - Akademik Sofia - FC Balkan Botewgrad - Belite Orli Plewen - Botew Kriwodol - Etar Weliko Tarnowo - Kom-Minyor Berkowiza - Marek Dupniza - PFK Montana - Pirin Blagoewgrad - FC Pirin Goze Deltschew - Rilski Sportist Samokow - FK Spartak Plewen - FK Sportist Swoge - Tschawdar Bjala Slatina - FC Tschawdar Etropole - Widima-Rakowski Sewliewo | 000Gruppe Ost - Beroe Stara Sagora - FC Dunaw Russe - Kaliakra Kawarna - Lokomotive Stara Sagora - FK Ljubimez 2007 - FK Mariza Plowdiw - Minjor Radnewo - PFC Naftex Burgas - PFK Nessebar - Rodopa Smoljan - Panajot Wolow Schumen - FK Sliwengrad - Spartak Plowdiw - Swetkawiza Targowischte - Tschernomorez Baltschik | - FK Almus Bier Stalijska Machala - PFC Brestnik 1948 Plowdiw - Dorostol Silistra - FK Sliwnischki Geroj Sliwniza |

## Vorrunde
Teilnehmer: 4 Drittligisten und 3 Zweitligisten.
| Datum      |                                       | Ergebnis  |                              |
| ---------- | ------------------------------------- | --------- | ---------------------------- |
| 15.10.2008 | FK Sliwnischki Geroj Sliwniza (III)   | 3:0       | Akademik Sofia (II)          |
| 15.10.2008 | PFC Brestnik 1948 Plowdiw (III)       | 1:3       | FC Pirin Goze Deltschew (II) |
| 15.10.2008 | Dorostol Silistra (III)               | 1:2 n. V. | FC Tschawdar Etropole (II)   |
|            | FK Almus Bier Stalijska Machala (III) | Freilos   |                              |

## 1. Runde
Teilnehmer: Die 4 Sieger der Vorrunde und weitere 28 Zweitligisten.
| Datum      |                                       | Ergebnis              |                               |
| ---------- | ------------------------------------- | --------------------- | ----------------------------- |
| 29.10.2008 | Etar Weliko Tarnowo (II)              | 1:3                   | Pirin Blagoewgrad (II)        |
| 29.10.2008 | Belite Orli Plewen (II)               | 0:2                   | FC Balkan Botewgrad (II)      |
| 29.10.2008 | FK Sliwnischki Geroj Sliwniza (III)   | 2:2 n. V. (2:4 i. E.) | FC Pirin Goze Deltschew (II)  |
| 29.10.2008 | Botew Kriwodol (II)                   | 1:0                   | Beroe Stara Sagora (II)       |
| 29.10.2008 | Marek Dupniza (II)                    | 0:0 n. V. (4:5 i. E.) | Minjor Radnewo (II)           |
| 29.10.2008 | FK Almus Bier Stalijska Machala (III) | 0:3                   | Widima-Rakowski Sewliewo (II) |
| 29.10.2008 | Spartak Plowdiw (II)                  | 1:0                   | FC Dunaw Russe (II)           |
| 29.10.2008 | FC Tschawdar Etropole (II)            | 3:1                   | Kom-Minyor Berkowiza (II)     |
| 29.10.2008 | FK Sportist Swoge (II)                | 1:0                   | Lokomotive Stara Sagora (II)  |
| 29.10.2008 | Swetkawiza Targowischte (II)          | 1:1 n. V. (4:5 i. E.) | PFK Montana (II)              |
| 29.10.2008 | FK Ljubimez 2007 (II)                 | 2:1 n. V.             | FK Sliwengrad (II)            |
| 29.10.2008 | FK Spartak Plewen (II)                | 0:2                   | Tschernomorez Baltschik (II)  |
| 29.10.2008 | PFK Nessebar (II)                     | 2:1 n. V.             | PFC Naftex Burgas (II)        |
| 29.10.2008 | Tschawdar Bjala Slatina (II)          | 2:0                   | Rilski Sportist Samokow (II)  |
| 29.10.2008 | FK Mariza Plowdiw (II)                | 2:1                   | Panajot Wolow Schumen (II)    |
| 29.10.2008 | Rodopa Smoljan (II)                   | 2:1                   | Kaliakra Kawarna (II)         |

## 2. Runde
Teilnehmer: Die 16 Sieger der 1. Runde und die 16 Erstligisten.
| Datum      |                               | Ergebnis  |                              |
| ---------- | ----------------------------- | --------- | ---------------------------- |
| 11.11.2008 | FK Ljubimez 2007 (II)         | 1:2       | Wichren Sandanski (I)        |
| 11.11.2008 | Minjor Radnewo (II)           | 0:2       | OFK Sliwen 2000 (I)          |
| 12.11.2008 | FC Balkan Botewgrad (II)      | 1:0       | Lokomotive Mesdra (I)        |
| 12.11.2008 | Spartak Warna (I)             | 1:2       | Pirin Blagoewgrad (II)       |
| 12.11.2008 | Widima-Rakowski Sewliewo (II) | 1:0       | FC Tschawdar Etropole (II)   |
| 12.11.2008 | Litex Lowetsch (I)            | 2:0       | Botew Plowdiw (I)            |
| 12.11.2008 | ZSKA Sofia (I)                | 2:1 n. V. | Lokomotive Plowdiw (I)       |
| 12.11.2008 | Tschawdar Bjala Slatina (II)  | 1:2       | Spartak Plowdiw (II)         |
| 12.11.2008 | FC Pirin Goze Deltschew (II)  | 3:0       | Belasiza Petritsch (I)       |
| 12.11.2008 | FK Mariza Plowdiw (II)        | 2:0       | FK Sportist Swoge (II)       |
| 12.11.2008 | PFK Nessebar (II)             | 1:0 n. V. | Tschernomorez Baltschik (II) |
| 12.11.2008 | PFK Montana (II)              | 2:0 n. V. | Pirin 1922 Blagoewgrad (I)   |
| 13.11.2008 | Botew Kriwodol (II)           | 2:1       | Slawia Sofia (I)             |
| 13.11.2008 | Rodopa Smoljan (II)           | 2:1 n. V. | FC Tschernomorez Burgas (I)  |
| 26.11.2008 | Lokomotive Sofia (I)          | 1:2 n. V. | Lewski Sofia (I)             |
| 03.12.2008 | Minjor Pernik (I)             | 2:1 n. V. | Tscherno More Warna (I)      |

## Achtelfinale
| Datum      |                               | Ergebnis  |                              |
| ---------- | ----------------------------- | --------- | ---------------------------- |
| 07.12.2008 | PFK Montana (II)              | 0:2       | Pirin Blagoewgrad (II)       |
| 07.12.2008 | Spartak Plowdiw (II)          | 2:3       | Wichren Sandanski (I)        |
| 07.12.2008 | FK Mariza Plowdiw (II)        | 1:5       | Litex Lowetsch (I)           |
| 07.12.2008 | FC Balkan Botewgrad (II)      | 0:5       | ZSKA Sofia (I)               |
| 07.12.2008 | Widima-Rakowski Sewliewo (II) | 0:3       | Minjor Pernik (I)            |
| 07.12.2008 | Rodopa Smoljan (II)           | 1:3       | Botew Kriwodol (II)          |
| 07.12.2008 | PFK Nessebar (II)             | 2:1       | FC Pirin Goze Deltschew (II) |
| 07.12.2008 | Lewski Sofia (I)              | 2:1 n. V. | OFK Sliwen 2000 (I)          |

## Viertelfinale
| Datum      |                       | Ergebnis              |                        |
| ---------- | --------------------- | --------------------- | ---------------------- |
| 04.03.2009 | Wichren Sandanski (I) | 0:2                   | Lewski Sofia (I)       |
| 04.03.2009 | Botew Kriwodol (II)   | 1:4                   | Minjor Pernik (I)      |
| 04.03.2009 | PFK Nessebar (II)     | 1:5                   | Litex Lowetsch (I)     |
| 04.03.2009 | ZSKA Sofia (I)        | 1:1 n. V. (3:5 i. E.) | Pirin Blagoewgrad (II) |

## Halbfinale
| Datum      |                        | Ergebnis |                    |
| ---------- | ---------------------- | -------- | ------------------ |
| 29.04.2009 | Minjor Pernik (I)      | 0:1      | Litex Lowetsch (I) |
| 29.04.2009 | Pirin Blagoewgrad (II) | 1:0      | Lewski Sofia (I)   |

## Finale
| Paarung           | Pirin Blagoewgrad – Litex Lowetsch |
| Ergebnis          | 0:3 (0:1) |
| Datum             | 26. Mai 2009 |
| Stadion           | Georgi-Asparuchow-Stadion, Sofia |
| Zuschauer         | 9.500 |
| Schiedsrichter    | Stefan Spassow |
| Tore              | 0:1 Wilfried Niflore (20.) 0:2 Doka Madureira (72.) 0:3 Krum Bibischkow (86.) |
| Pirin Blagoewgrad | Blagoj Makendschiew – Nikolaj Bodurow, Georgi Georgiew, Dimitar Kojemdschiew , Miroslaw Risow – Todor Palankow (73. Kalojan Stojanow), Ljubomir Witanow (68. Blagoj Nakow), Boris Galtschew – Kiril Nikolow (55. Dragi Kocev), Daniel Pejew – Spas Delew Cheftrainer: Naci Şensoy ( Bosnien und Herzegowina) |
| Litex Lowetsch    | Uroš Golubović – Stanislaw Manolew, Plamen Nikolow (46. Alexandre Barthe), Iwajlo Petkow, Michail Wenkow – György Sándor (53. Tom), Radostin Kischischew , Doka Madureira – Sandrinho – Krum Bibischkow, Wilfried Niflore (87. Momtschil Zwetanow) Cheftrainer: Stanimir Stoilow                             |
| Gelbe Karten      | Ljubomir Witanow, Nikolaj Bodurow – Radostin Kischischew, Krum Bibischkow |